# Friedrich von Wangen

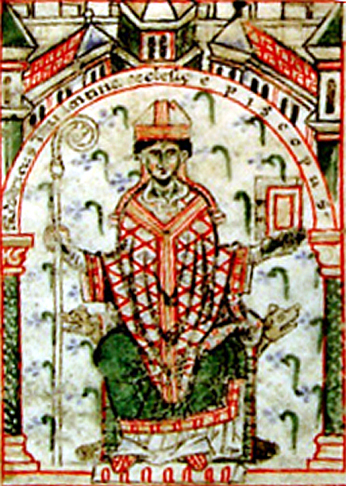
Bischof Friedrich von Wangen (Miniatur aus dem Codex Wangianus Minor)

Friedrich von Wangen (* um 1175; † 6. November 1218 in Akkon, Galiläa) war ein Fürstbischof von Trient und Schöpfer des später nach ihm benannten Kopialbuches Codex Wangianus.

## Leben
Friedrich von Wangen entstammte einem reichsfreien Tiroler Adelsgeschlecht von Burgeis-Wangen aus dem Vinschgau, das mit den einflussreichsten Familien des Alpenraums verwandt war. Sein Vater Albero I. von Burgeis, er taucht je nach Quelle auch als Adalbero I. auf, nahm in den 1170er Jahren den Namenszusatz von Wangen und Burgeis an, nachdem er sich im Sarntal nördlich von Bozen im gleichnamigen, an den westlichen Ausläufern des Ritten gelegenen Flecken Wangen niedergelassen hatte. In diese Zeit muss auch das Geburtsdatum Friedrich von Wangens fallen.
Aus der Kinder- und Jugendzeit Friedrichs ist nichts bekannt, vermutlich besuchte er eine Kloster- oder Domschule. 1197 scheint er als Kanonikus und 1200 als Dekan von Brixen auf.
Am 9. August 1207 wählte ihn das Domkapitel von Trient zum Bischof, nachdem der Bischofsstuhl nach dem Rücktritt von Bischof Konrad II. von Beseno zwei Jahre lang vakant geblieben war. Die Wahl Wangens sollte das Bistum wieder zu altem Glanz führen, da die Politik seines Vorgängers in den letzten Amtsjahren auf viele Widersacher gestoßen war und Konrad das Bistum in Aufruhr hinterließ. Seine Wahl fand die Unterstützung von Papst Innozenz III. und Albert III. Grafen von Tirol und Vogt von Trient mit dem enge verwandtschaftliche Verbindungen bestanden.
Der Wahl folgte am 4. November 1207 die Übergabe der Regalien durch König Philipp von Schwaben in Nürnberg und der Einzug in sein Bischofsamt zwei Wochen später am 18. November. Zu Beginn des Jahres 1209 wurde er schließlich zum Bischof geweiht.
Als Fürstbischof nahm er sich vor allem weltlichen Aufgaben an, erwarb Burgen, vergab Lehen und legte die Rechte des Bischofs in der Stadt Trient und im Umland fest. In den ersten beiden Jahren seiner Amtszeit konsolidierte er vor allem seine Macht. Im Februar 1208 steckte er in Bozen seine Kompetenzen für die seit 1170 gemeinsam mit dem Grafen von Tirol regierte Grafschaft Bozen ab. Einige Wochen später erwarb er Teile von Castel Beseno, eines der Machtsymbole seines Vorgängers Konrad II. und dessen Familie.
Im Sommer des gleichen Jahres ordnete er das Bergregal des Bistums neu, das zu den ältesten im Heiligen Römischen Reich zählte und mit dem er insbesondere den Silberabbau am Monte Calisio nordöstlich von Trient regulierte, der die entsprechende finanzielle Basis für die Durchführung seiner Politik darstellte.
Mit diesen Einnahmen finanzierte Friedrich auch seine rege Tätigkeit als Bauherr in Trient. So ließ er in seiner Amtszeit seinen Bischofspalast den Palazzo Pretorio umbauen, den nach ihm benannten Stadtturm Torre Vanga errichten und legte den Grundstein für den Neubau der Kathedrale, Werk von Adamo d’Arogno.
In seine Amtszeit fiel die Besiedlung entlegener Gebiete im Hochstift Trient durch den Zuzug deutschsprachiger Siedler, die das Land urbar machen sollten und die Friedrich ebenso förderte, wie die bereits unter Bischof Konrad II. begonnene Ansiedlung deutscher Knappen für die Silberbergwerke.
Er betätigte sich aber auch außerhalb seines Herrschaftsgebietes. Im Januar 1209 ließ er sich von Otto IV. in seinen Rechten stärken und im September 1212 begleitete er Friedrich II. auf seiner Reise zur Königskrönung nach Deutschland. Am 16. Februar 1213 wurde er in Regensburg zum Reichsvikar für Oberitalien ernannt.
1215 begann er mit der Zusammenstellung des Kopialbuches Liber Sancti Vigilii, bekannt als Codex Wangianus, in dem detailliert die Besitztümer sowie Rechte des Hochstifts bezüglich einzelner Orte, Städte, Burgen und Amtsträger aufgelistet waren.
Im November des gleichen Jahres nahm er an den Arbeiten des Vierten Laterankonzils teil.
Auf die Bitte Papst Honorius III. machte er sich 1218 auf den Weg in das Heilige Land, um am Fünften Kreuzzug teilzunehmen, und fand am 6. November 1218 in Akkon in Galiläa auf unbekannt gebliebene Weise den Tod. Bestattet wurde Friedrich von Wangen in der Kirche Sankt Marien, die zum gleichnamigen vom Deutschen Orden betriebenen Hospital in Akkon gehörte.